# Coelogyne lacinulosa
Coelogyne lacinulosa é uma espécie de orquídea epífita, família Orchidaceae, originária de Sulawesi.